# Ель-Мазраа
Ель-Мазраа (англ. Al-Mazra'ah, араб. المزرعه) — містечко в Сирії, що є центром друзької общини в нохії Ель-Мазраа, яка входить до складу однойменної мінтаки Ес-Сувейда в південній сирійській мухафазі Ес-Сувейда.